# Gilbertiner
Die Gilbertiner waren ein Mönchs- und Nonnenorden aus dem Mittelalter und stellen den einzigen rein englischen Mönchsorden dar. 
Im Jahr 1130 oder 1135 gründete der Hl. Gilbert von Sempringham in Lincolnshire eine geistliche Bruderschaft. Da Papst Eugen III. ihnen den Anschluss an die Zisterzienser nicht gestattete, bildeten sie 1148 eine eigene Verbindung. Die Nonnen lebten nach der Regel des heiligen Benedikt, die Männer als Augustiner-Chorherren nach der Regel des Hl. Augustinus. 
Zur Zeit der Reformation hatten die Gilbertiner in England 21 Niederlassungen. Im Jahre 1519 wurde der Orden aufgehoben. 